# مالکوم اسپنس (ورزشکار)
مالکوم اسپنس (انگلیسی: Malcolm Spence؛ ۲ ژانویه ۱۹۳۶ – ۳۰ اکتبر ۲۰۱۷) ورزشکار دو و میدانی اهل جامائیکا بود.
وی در مسابقات کشوری و بین‌المللی در مجموع برندهٔ ۲ مدال طلا، ۳ مدال برنز شده‌است.